# Yōrō (Ära)
Yōrō (japanisch 養老) ist eine japanische Ära (Nengō) von  Dezember 717 bis September 724 nach dem gregorianischen Kalender. Der vorhergehende Äraname ist Reiki, die nachfolgende Ära heißt Jinki. Die Ära fällt in die Regierungszeit des Kaisers (Tennō) Shōmu.
Der erste Tag der Yōrō-Ära entspricht dem 24. Dezember 717, der letzte Tag war der 2. März 724. Die Yōrō-Ära dauerte acht Jahre oder 2261 Tage.

## Ereignisse
- 718 Der Yōrō-Kodex entsteht aus der Revision des Taihō-Kodex
- 720 Vollendung des Nihonshoki
- 720 Fujiwara no Fuhito stirbt
- 721 Kaiserin Gemmei stirbt